# Oph-IRS 48
Oph-IRS 48, är en ensam stjärna belägen i den södra delen av stjärnbilden Ormbäraren. Den har en skenbar magnitud av ca 14,80 och kräver ett kraftfullt teleskop för att kunna observeras. Baserat på parallaxmätning inom Hipparcosuppdraget på ca 7,44 mas, beräknas den befinna sig på ett avstånd på ca 439 ljusår (134 parsek) från solen. 

## Egenskaper
Oph-IRS 48 är en gul till vit stjärna i huvudserien av spektralklass B5-F2, omgiven av en extraordinär protoplanetarisk stoftskiva. Den har en massa som är lika med ca 2 solmassor och utsänder energi från dess fotosfär motsvarande ca 14 gånger solen.
Stoftskivan har revolutionerat synen inom astronomin på planetbildning. Studier har visat att millimeterstora stoftpartiklar samlas i en halvmåneform, medan gasen (spår av CO-molekyler) och små stoftkorn följer en hel skivringstruktur. Centimeterstora korn är ännu fler, koncentrerad inuti halvmånen. Denna struktur överensstämmer med teoretiska förutsägelser om stoftinfångning. Även den kemiska sammansättningen har studerats, med molekyler som H2CO närvarande. Stoftfällan tros leda processen för planetbildning i detta unga system.